# Titanic (Duits tijdschrift)
Titanic — das endgültige Satiremagazin is een Duits satirisch maandblad, met hoofdredactie in Frankfurt am Main, in november 1979 mede door Hans Traxler opgericht. Het heeft een oplage van 99.760 exemplaren. Na Eulenspiegel uit de voormalige DDR is Titanic het grootste satirische magazine van Duitsland. Het wordt gedrukt in Berlijn, en de huidige hoofdredacteur is Julia Mateus. In 2004 richtte toenmalig hoofdredacteur Martin Sonneborn de politieke partij Die PARTEI op.
Titanic werd gedeeltelijk opgericht door leden van de Neue Frankfurter Schule en oud-redactieleden van het tijdschrift pardon. In 1988 kwam het voor het eerst in West-Duitsland nationaal in de belangstelling, nadat hoofdredacteur Bernd Fritz aan Wetten, dass...? met Thomas Gottschalk deelnam.
Titanic bevat zowel cartoons als ernstiger journalistieke reportages. Een vast onderdeel sinds de oprichting is de rubriek Humorkritik, die bekende komieken bespreekt. Voorts maakt Titanic gebruik van foto’s met satirische tekstballonnen, die aan het Britse Private Eye herinneren. Het magazine bevat tevens absurde gedichten en de rubriek Briefe an die Leser, die de traditie van de lezersbrief omkeert. Een groot aantal Duitse satirici heeft in de loop der tijd bijdragen aan Titanic geleverd. Schrijver Max Goldt heeft een onregelmatig verschijnende column, en wijlen Robert Gernhardt leverde karikaturen.
Het tijdschrift organiseert ludieke politieke manifestaties: in 2002 voerde Titanic een nepverkiezingscampagne voor de liberale FDP met verwijzingen naar de SS („Die SpaSSpartei”), en voor de verkiezingen van 2003 in Beieren voerde het magazine campagne voor de SPD met de slogan: „We geven het op”. De in 2004 opgerichte PARTEI streeft naar „de definitieve splitsing van Duitsland”.
Oud-kanselier Helmut Kohl verscheen in de geschiedenis van Titanic ruim vijftig keer op de voorpagina; hij heeft zich hierover echter nooit in het openbaar beklaagd. Kohls informele bijnaam ‘Birne’ (omdat zijn hoofd enigszins op een peer gelijkt) was oorspronkelijk een uitvinding van Titanic. In de late jaren 00 moest vooral Guido Westerwelle het ontgelden. Andere politici, zoals Björn Engholm, voerden met succes een rechtszaak tegen het tijdschrift. Kurt Beck verkreeg in kort geding dat de uitgave van juli 2006 niet meer gedrukt mag worden. Titanic werd eveneens driemaal wegens blasfemie en viermaal wegens belediging van de paus aangeklaagd; deze klachten werden echter allemaal verworpen. Als voorzorgsmaatregel wordt elke uitgave sinds 1986 vóór het ter perse gaan door advocate Gabriele Rittig gecontroleerd.
Titanic gebruikt consequent de Duitse spelling van vóór 1996.